# Royaume de Jaffna
1215–1624
Entités précédentes :
- Royaume de Polonnaruwa

Entités suivantes :
- Ceylan portugais

Le royaume de Jaffna (yaalpanam), aussi connu sous le nom de royaume de Arya Chakravarti, est une monarchie qui était située dans la région nord de l'actuel Sri Lanka, et qui avait pour capitale Nallur
Il a connu son extension maximum au milieu du XIVe siècle.

## Histoire

### Origine légendaire

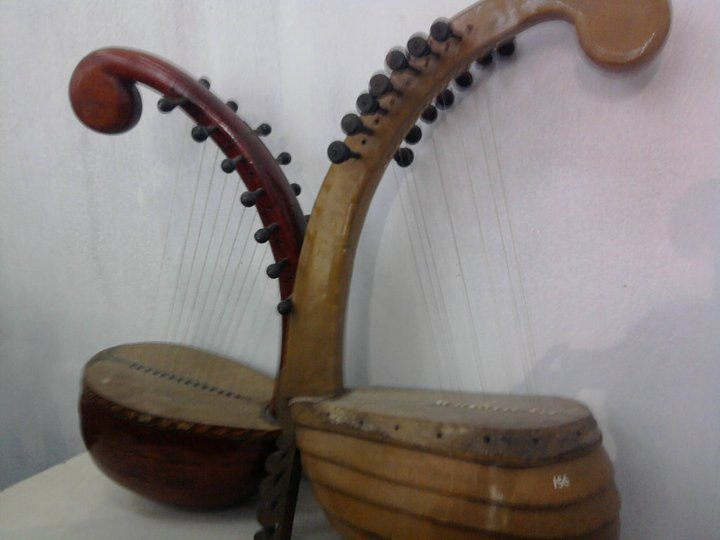
l'instrument de musique qui a donné son nom au royaume

L'origine du nom de Jaffna, en tamoul yaalpanam, est expliquée par les chroniques locales. Le yaal est un instrument à corde datant de la période du sangam,panar désigne les musiciens qui chantaient dans la cour des rois de l,'Antiquité. Les poèmes du Sangam témoignent du fait que ces bardes jouissaient d'un immense respect auprès des rois puisqu'ils avaient renoncé à tout pour servir la langue tamoule. Yaalpanam signifie donc la terre du musicien. En effet une légende raconte qu'un musicien aveugle reçut la terre situé au nord du Sri lanka comme récompense après qu'il eut joué dans la cour d'un roi. Elle raconte également que le musicien et ses compagnons se sont installés dans cette terre et ont propagé la culture tamoule.
Cependant, la légende raconte aussi qu'après la mort du musicien, les populations tamoules se sont retrouvées sans roi. un certain Paandi malavan se serait alors rendu à Madurai pour y chercher un nouveau roi pour Jaffna

### Fondation historique
La fondation historique du royaume remonte à 1215, date à laquelle les sources singalaises rapportent une invasion venant de l'Inde par Kalinga Magha, qui est représenté comme un ministre du roi pandyan. Cependant la figure de Kalinga Magha est controversée. Il n'a jamais régné à Jaffna. Sa capitale était Polonnaruwa. On ne le considère généralement pas comme le fondateur du royaume de Jaffna
Le véritable fondateur du royaume de Jaffna semble être Kulasekara singai Aryan (1240-1256), qui, comme ses successeurs qui ont régné sur Jaffna portait le titre Singai Aryan. Singai étant l'ancien nom de la capitale du royaume, Nallur. C'est Kulasekara qui est considéré comme ayant fondé la ville de Nallur et d'en avoir fait sa capitale.

### La dynastie des Arya chakravarti
Les premiers rois qui ont régné à Jaffna étaient soumis au royaume de Pandya. C'est vers 1335, lorsque le sud de l'Inde est envahi par les musulmans et que l'ancienne dynastie des pandyas s'éteint, que le royaume de Jaffna gagne plus de pouvoir. Il devient le seul royaume tamoul survivant. On connaît à cette époque une vague de migration de population tamoule fuyant le sud de l'Inde pour se réfugier à Jaffna
Vers 1350, le royaume de Jaffna connaît son extension maximale. C'est le royaume le plus puissant du Sri lanka et les autres royaumes de l'île lui payent un tribut. Des inscriptions, telles les inscriptions de kottagama témoignent de cette époque. L'économie est florissante: les rois investissent dans le commerce des perles. L'historien Ibn Battuta, qui visite Jaffna en 1344, écrit les richesses qu'il a pu voir dans ce royaume et rapporte qu'à cette époque, le royaume était le plus puissant de l'île.
La dynastie des Arya chakravartis a aussi favorisé l'émergence d'une littérature tamoule du Sri lanka. Durant leur règne, plusieurs chroniques relatant l'origine du royaume de Jaffna sont composées. Le vaiyaa paadal, le kailaaya maalai en sont des exemples. Des traités de médecine, de mathématiques et d'astrologie sont aussi composés à cette époque

### Conquête de Kotte et restauration
L'invasion du royaume de Jaffna par le prince de Kotte, Sapumal Kumara (aussi connu en tamoul sous le nom Chempagha Perumaan), met un terme à cette ère. La conquête est rapportée dans les chroniques comme étant une conquête sanglante: la capitale ainsi que le temple de Nallur, symbole du pouvoir royal sont détruits. Le prince règne à Jaffna durant 17 années pendant lesquelles le roi de Jaffna et ses deux fils se réfugient à Madurai. On raconte que, plus tard, regrettant son acte, le prince singhalais fit reconstruire Nallur et son temple.
Vers 1467, la mort de son père rappelle le prince dans son royaume. Le roi de Jaffna en profite pour reconquérir son royaume. Cependant la dynastie des Arya chakravartis perdit de sa gloire. Les souverains de Jaffna abandonnent peu à peu leur titre de Singai Aryan. L'arrivée des portugais à Colombo en 1505, marque le début de leur déclin.

### Déclin et dissolution
Les portugais, qui débarquent sur l'île en 1505, commencent à s'intéresser au commerce des perles dont jouit le roi de Jaffna. Des marchands s'installent donc à Mannar. Cependant, ils doivent faire face à la méfiance du roi Sangili I (1519-1561), un roi très apprécié par la population locale. À cette époque des activités des missionnaires étaient initiées par le Portugal dans le royaume. Les nouveaux convertis ne se sentaient plus sujets du roi de Jaffna, un roi hindou. N'appréciant pas de perdre ses sujets, Sangili I se rend à Mannar, où il tue les missionnaires.
Profitant de cet incident, les portugais lancent en 1560 la conquête de Jaffna. Les troupes de Jaffna et les portugais se rencontrent à Colombuthurai. Les portugais remportent la bataille et obligent le roi de Jaffna à se soumettre à l'autorité du roi du Portugal. Le royaume de Jaffna perd son contrôle sur les perles de Mannar. Il doit fournir un tribut aux portugais consistant en éléphants. Le royaume de Jaffna, très affaibli continue d'exister jusqu'en 1619, date à laquelle le roi Sangili II décide de se confronter une nouvelle fois aux portugais grâce à l'aide des troupes du sud de L'Inde. Phillipe de Oliveira mène alors les combats. Le roi est fait prisonnier. Emmené à Goa, il est pendu. Afin que plus personne ne puisse prétendre au trône, les membres de la famille royale sont forcés de se convertir au catholicisme, ce qui les rend immédiatement illégitimes à régner sur le pays.
L'invasion portugaise ne marque pas seulement la fin du royaume de Jaffna mais également la destruction de tous les monuments construits durant cette période. En effet, les portugais imposent aux habitants de ne plus prier leurs divinités et commencent un destruction de chacun des temples du royaume ainsi que de la ville fortifiée de Nallur. Le yaalpana vaipava maalai rapporte que c'est en utilisant les pierres des anciens monuments de Jaffna que les portugais érigent le fort de Jaffna.

## Économie
L'économie du royaume de Jaffna se basait essentiellement sur le commerce des perles et des éléphants. Les souverains de Jaffna avaient pris possession des ports de Mannar et de Puttalam, connus pour la pêche des perles.
Le royaume de Jaffna profitait également des tributs payés par les chefs du Vanni.
La place du marché, connu sous le nom de muthirai santhai, et qui se trouvait au centre de la ville fortifiée de Nallur, permettait également aux rois d'avoir des revenus. En effet, les marchands qui voulaient vendre leur produit dans cette place devaient payer au roi un taxe. C'est ce qui a conduit à l'appellation de cette place, muthirai désignant le cachet qui certifiait qu'un produit pouvait être vendu dans cette place.

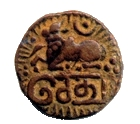
La monnaie du royaume de Jaffna portant l'inscription setu

## Culture
La culture qui existait dans l'ancien royaume de Jaffna était une culture hindoue et tamoule, très proche de celle que l'on trouve dans l'état du Tamil Nadu en Inde. Les habitants du royaume de Jaffna sont hindous, de la secte shivaite.
Le shivaisme est un élément essentiel de la culture du royaume de Jaffna : le drapeau du royaume de Jaffna représente Nandi, la monture de Shiva. De nombreux temples shivaites ont été construits au fil des années parmi lesquels ceux qui ont une importance culturelle et historique sont : dans la péninsule de Jaffna: le temple de Nallur kandaswamy, ancien temple royal, le temple de maviddapuram, où une princesse à visage de cheval aurait guéri en prenant un bain. Le temple de ketheeswaram à l'ouest et celui de thirukonamalai à l'est. Les nombreux temples construits dans la péninsule de Jaffna durant la monarchie organisaient la vie de la population.
Le fait que le royaume soit resté longtemps isolé des contacts extérieurs a permis de conserver une culture tamoule intacte et que l'on ne retrouve plus au Tamil Nadu, qui a connu une altération de sa culture du fait d'influence télougoue et islamique notamment. Ainsi, la langue tamoule parlée dans cette région est dite être la plus proche du tamoul classique, ce qui est une source de fierté pour la population.

## Situation actuelle
Le royaume de Jaffna a été dissout lorsque son dernier roi a été exécuté en 1619. La famille royale, convertie au catholicisme, a perdu toute légitimité aux yeux de la population. Cependant, l'ancien royaume continue à avoir une influence sur la population dans sa vie quotidienne. Cette influence s'effectue au travers de la structure hiérarchique qui a été instaurée sous la monarchie et qui a continué à être préservée jusqu'aux années 1960. Ainsi, le vouvoiement qui est utilisé avec les personnes plus âgées et avec les inconnus est un exemple de cette influence. Aujourd'hui, au sein de toutes les familles, le vouvoiement est utilisé avec les parents, les frères et sœurs ayant une grande différence d'âges. Dans certaines familles conservatrices, les parents vouvoient également les enfants.
Par ailleurs, la loi qui régissait les héritages et la propriété sous la monarchie, continue encore aujourd'hui de s'appliquer (exclusivement pour les tamouls de la Province du Nord). Cette loi a été retranscrite sous la colonisation néerlandaise. Cette loi définit notamment 3 sortes de propriétés pour un couple marié : le mathusam les propriétés de l'homme qui est transmis de père en fils, le sithanam : les propriétés de la femme (la dot), transmises de mère en fille et les propriétés acquises par le couple durant leur mariage et qui seront transmises à leurs enfants sans distinction de sexes.